# Kim Gui-hwa
Kim Gui-hwa (김귀화?, 金貴華?); Changwon, 15 marzo 1970) è un ex calciatore sudcoreano.

## Statistiche

### Cronologia presenze e reti in Nazionale
| Cronologia completa delle presenze e delle reti in nazionale ― Corea del Sud | Cronologia completa delle presenze e delle reti in nazionale ― Corea del Sud | Cronologia completa delle presenze e delle reti in nazionale ― Corea del Sud | Cronologia completa delle presenze e delle reti in nazionale ― Corea del Sud | Cronologia completa delle presenze e delle reti in nazionale ― Corea del Sud | Cronologia completa delle presenze e delle reti in nazionale ― Corea del Sud | Cronologia completa delle presenze e delle reti in nazionale ― Corea del Sud | Cronologia completa delle presenze e delle reti in nazionale ― Corea del Sud |
| Data                                                                         | Città                                                                        | In casa                                                                      | Risultato                                                                    | Ospiti                                                                       | Competizione                                                                 | Reti                                                                         | Note                                                                         |
| ---------------------------------------------------------------------------- | ---------------------------------------------------------------------------- | ---------------------------------------------------------------------------- | ---------------------------------------------------------------------------- | ---------------------------------------------------------------------------- | ---------------------------------------------------------------------------- | ---------------------------------------------------------------------------- | ---------------------------------------------------------------------------- |
| 22-10-1992                                                                   | Anyang                                                                       | Corea del Sud                                                                | 0 – 0                                                                        | Emirati Arabi Uniti                                                          | Amichevole                                                                   | -                                                                            |                                                                              |
| Totale                                                                       |                                                                              | Presenze                                                                     | 1                                                                            |                                                                              | Reti                                                                         | 0                                                                            |                                                                              |